# Axel Ahlman

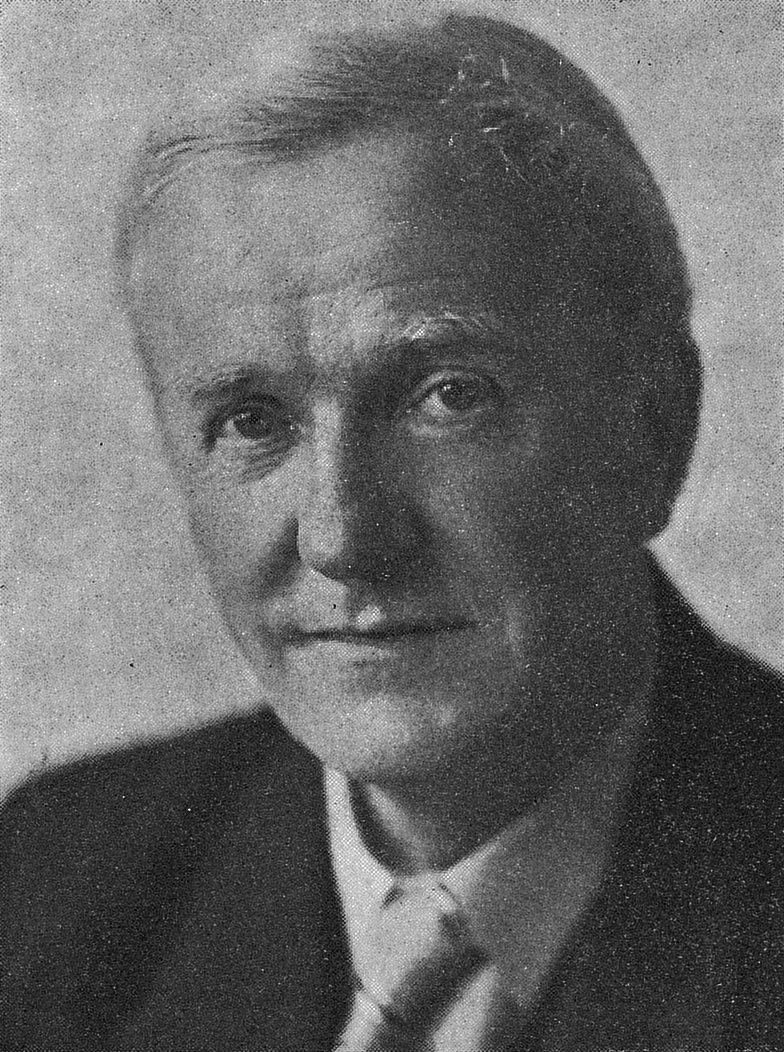
Axel Ahlman 1885-1970

Axel Gustaf Reinhold Ahlman, född 21 mars 1885 i Södervidinge, död 1970 i Helsingborg, var en svensk författare och översättare.

## Biografi
Ahlman växte upp i ett skånskt lantbrukarhem och tog studentexamen i Lund 1907.
Han var senare även litteraturkritiker i Skånska Dagbladet. 
Ahlmans noveller och diktsamlingar, av vilka Snäckan (1924) är den mest representativa, uppbärs av ett personligt, stoiskt färgat patos; formen är stram och knapp. Mest uppskattning har Ahlman vunnit som marinmålare på prosa Hav och himmel (1916), Sorglösa dagar (1922), samt som skildrare av vetenskapliga upptäcktsfärder Kampen om Nord- och Sydpolen (1927) och Isviddernas hjältar (1928).

### Varia
- Tala och skriva : korta råd och anvisningar i muntlig och skriftlig framställningskonst. Lund: Gleerup. 1926. Libris 1299021
- Kampen om Nord- och Sydpolen : berättelser om färdevägarna mot norr och söder. Baltiska förlagets populärvetenskapliga serie. Malmö: Baltiska förl. 1927. Libris 1299020
- Isviddernas hjältar : polarforskningens historia genom tiderna berättad för ungdom i alla åldrar. Lund: Gleerup. 1928. Libris 1299019
- Grönland : hemma och i Haag  : en historisk, politisk och social studie. Lund: Gleerup. 1935. Libris 1350623
- Emilie Flygare-Carlén : verk och data. [Malmö]. 1943. Libris 2533598

### Översättningar
- Knud Rasmussen: Nomadblod: jägarliv på Nordgrönland (Norstedt, 1916)
- Knud Rasmussen: Norr om människor: berättelsen om den andra Thuleexpeditionen och utforskandet av Grönland från Melvillebukten till Kap Morris Jessup (Bonnier, 1919)
- Washington Irving: Vildmarkens erövrare: blad ur de nordamerikanska pälsvarukompaniernas historia efter Washington Irvings "Astoria" (Geber, 1926)
- Anatole France: Den röda liljan (Le lys rouge) (översatt tillsammans med Eva Ahlman, Baltiska förlaget, 1928)
- Gustave Flaubert: Madame Bovary (Madame Bovary) (översatt tillsammans med Eva Ahlman, Baltiska förlaget, 1928)